# Toetsbaarheid
Toetsbaarheid is de eis dat er nauwkeurige voorspellingen kunnen worden gedaan over te verwachten waarnemingen vanuit een hypothese of theorie aan de hand waarvan deze bevestigd of weerlegd kan worden. Van niet alle uitspraken wordt toetsbaarheid verwacht. Zo zijn normatieve uitspraken niet toetsbaar.
Voor het logisch empirisme gold aanvankelijk het verificatiebeginsel als demarcatiecriterium, een criterium om wetenschappelijke kennis te scheiden van pseudowetenschappelijke kennis. Het aantal individuele gevallen waar een theorie echter een uitspraak over kan doen, is in principe oneindig. Daarmee is het onmogelijk om een theorie volledig te verifiëren. Men gaf dit criterium daarom op ten gunste van het zwakkere criterium van confirmatie.
Hume had echter het inductieprobleem al onderkend en duidelijk gemaakt dat waarnemingen niet kunnen leiden tot logisch te rechtvaardigen universele uitspraken. Popper verwierp dan ook het verificatiecriterium en stelde het falsificatiecriterium voor. Een theorie is dan wetenschappelijk als deze falsifieerbaar is, oftewel als het in beginsel mogelijk is een cruciale test uit te voeren, waarvoor geldt dat voorafgaand aan het uitvoeren van het experiment exact aan te geven valt, bij welke uitkomst de geldigheid van de theorie verworpen moet worden. Indien de cruciale test succesvol verloopt, dan is er volgens Popper geen sprake van verificatie of confirmatie, maar van corroboratie: de theorie wordt versterkt.
Kuhn stelde echter dat de cruciale test niet mogelijk was omdat elk paradigma een eigen conceptueel kader heeft, waarin de test een verschillende waarde heeft, wat Kuhn incommensurabiliteit noemde. Een gemeenschappelijke neutrale taal van waaruit objectieve feiten de doorslag moet geven, is uitgesloten door de Duhem-Quinestelling die stelt dat het niet mogelijk is om een afzonderlijke hypothese te testen, omdat het niet duidelijk is welk deel van de hypothese precies op de proef wordt gesteld.
Dat er geen logische dwingende redenen zijn om te kiezen, betekent volgens Kuhn niet dat er geen goede redenen kunnen zijn om een theorie te verkiezen. Het betekent ook niet dat er geen objectieve werkelijkheid bestaat, maar slechts dat deze vanwege de 
Duhem-Quinestelling nooit volledig correct beschreven kan worden.